# Viscuit
Viscuit（ビスケット）は、教育用のビジュアルプログラミング言語。絵の変化（動き）の仕方を「メガネ」という部品を使ってコンピュータに教えてプログラムを作成する。
2003年に原田康徳がNTTでの研究で開発した。
平成28年度、29年度の総務省の「若年層に対するプログラミング教育の普及推進事業」の1つに採用された。